# Python Software Foundation
Python Software Foundation (PSF) — некоммерческая организация, занимающаяся разработкой и распространением языка программирования Python, запущенная 6 марта 2001 года. Миссия фонда заключается в содействии развитию сообщества Python и отвечать за различные процессы в рамках сообщества Python, включая разработку основных дистрибутивов Python, управление интеллектуальными правами, организация конференций разработчиков, включая PyCon, и сбор средств.
Python Software Foundation получил престижную премию журнала Computerworld — Computerworld Horizon Awards 2005 за «передовые» технологии.